# Jean-Paul Harroy

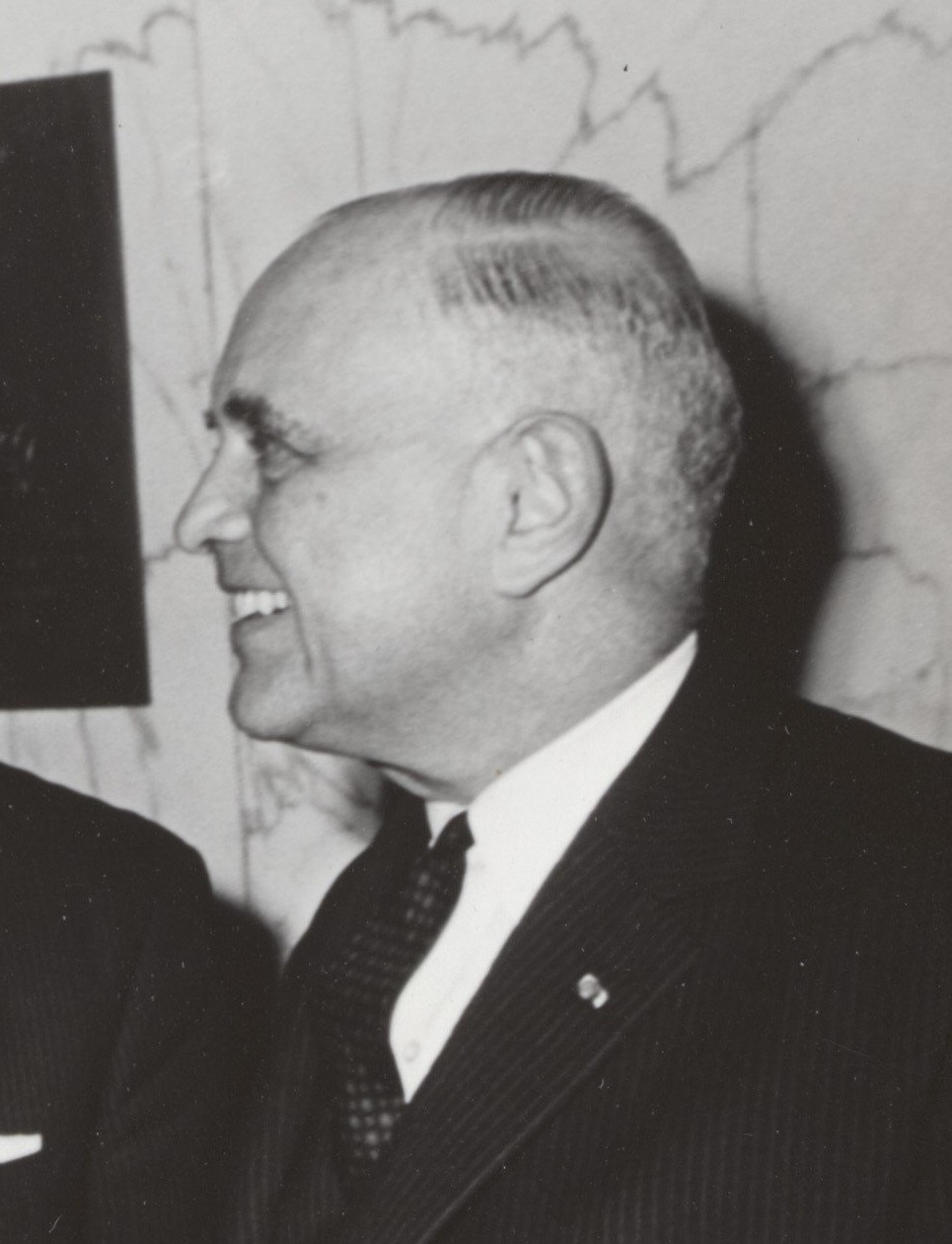
Jean-Paul Harroy (1968)

Jean-Paul, Jules, Elisée Dugnoille Harroy  (* 4. Mai 1909 in  Schaerbeek/Schaarbeek; † 8. Juli 1995 in Ixelles/Elsene) war der letzte Generalgouverneur von Belgisch-Kongo.

## Leben
Jean-Paul Harroy hatte Vertriebsingenieurwesen studiert und war von März 1955 bis Januar 1962 Gouverneur Général du Congo Belge (Generalgouverneur von Ruanda-Urundi). Später war er Professor an der Université Libre de Bruxelles.
Am 25. Juli 1959 verstarb Aba Mutara der III. von Ruanda an einen Impfschaden. In der Folge wurde sein jüngerer Bruder Kigeli der V. von Ruanda ohne Rücksprache mit Harroy, ohne Zustimmung der katholischen Kirche und ohne das Volk zu befragen, durch den Hofzeremonienmeister zum Aba ernannt. Harroy räumte ein, dass der die Sprache Kinyarwanda nicht verstand, für die Legitimität dieser Ernennung führte er an, dass am 14. Juli 1952 ein Dekret erlassen worden war, dass die Mwami nach Gewohnheitsrecht gewählt würden. Kigeli der V. versicherte auf Nachfrage durch Harroy, seine Verfassungstreue, worauf Harroy ihm eine grundsätzliche Zustimmung zur Amtsübernahme gab.
Vom 11. November 1959 bis Januar 1960 war Guillaume Logiest besonderer belgischer, Militär-Resident in Ruanda, dieser unterstützte den Staatsstreich von Gitarama von Dominique Mbonyumutwa am 28. Januar 1961.